# Bernieulles
Bernieulles ist eine französische Gemeinde im Département Pas-de-Calais in der Region Hauts-de-France. Sie gehört zum Kanton Berck im Arrondissement Montreuil.

## Lage
Die Gemeinde Bernieulles liegt im Westen des Artois, etwa elf Kilometer nordöstlich der Küstenstadt Étaples. Nachbargemeinden von Bernieulles sind Hubersent im Norden, Beussent im Osten, Inxent im Südosten, Longvilliers im Südwesten sowie Cormont im Nordwesten.

## Bevölkerungsentwicklung
| Jahr                       | 1962 | 1968 | 1975 | 1982 | 1990 | 1999 | 2011 | 2022 |
| -------------------------- | ---- | ---- | ---- | ---- | ---- | ---- | ---- | ---- |
| Einwohner                  | 255  | 234  | 192  | 185  | 201  | 207  | 190  | 165  |
| Quellen: Cassini und INSEE |      |      |      |      |      |      |      |      |

## Sehenswürdigkeiten

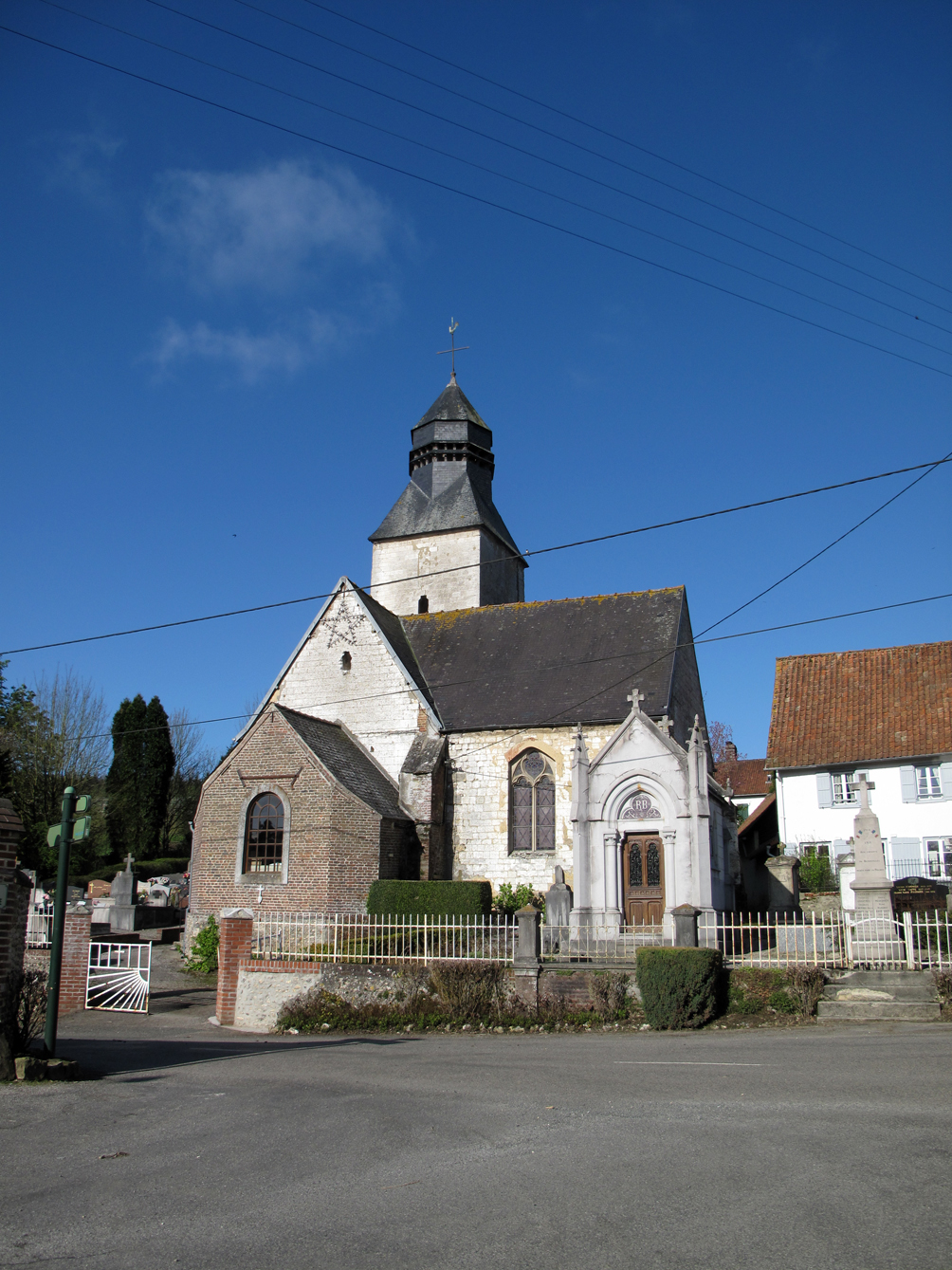
Kirche Saint-Brice
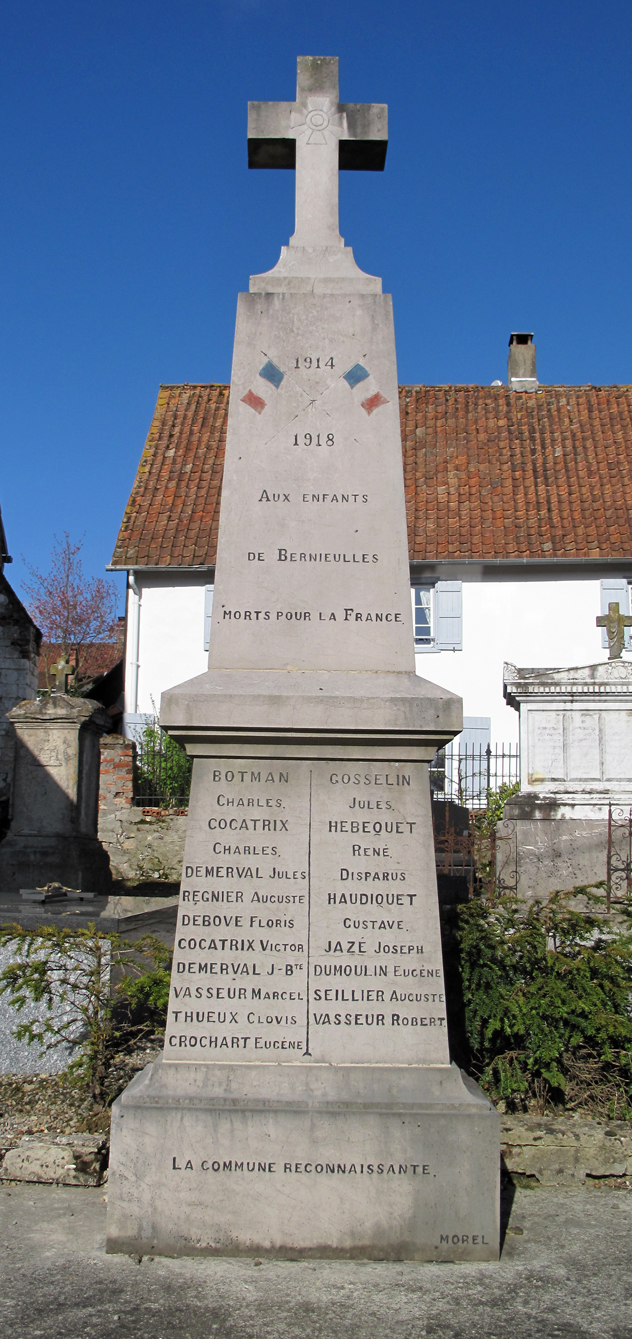
Gefallenendenkmal

- Kirche Saint-Brice
- Gefallenendenkmal